# Герб Мізоча
Герб Мізоча — офіційний символ смт Мізоч Здолбунівського району Рівненської області. Затверджений рішенням сесії Мізоцької селищної ради від 11 вересня 1996 року.

## Опис (блазон)
На зеленому полі золоті літери «М» і «W». Щит обрамований декоративним картушем та увінчаний срібною міською короною.

## Зміст
Літери «М» і «W» символізують стару назву селища. Зелений колір означає ліси, котрі оточують Мізоч, золотий — сільське господарство, яким здавна займались мешканці поселення.

## Автори
Автор — Ю. П. Терлецький.